# Kap Murray (Murray-Insel)
Kap Muray (französisch Cap Murray) ist das Kap am westlichen Ende der Murray-Insel, die vor der Danco-Küste im Westen des Grahamlands auf der Antarktischen Halbinsel liegt.
Entdeckt wurde es bei der Belgica-Expedition (1897–1899) unter der Leitung des belgischen Polarforschers Adrien de Gerlache de Gomery, der es irrtümlich für einen Teil der Küste des Grahamlands hielt und es nach dem britischen Marinezoologen und Ozeanographen John Murray (1841–1914) benannte, einem vehementen Befürworter der Forschungstätigkeiten in der Antarktis.